# Adam Winnicki (1900–1968)

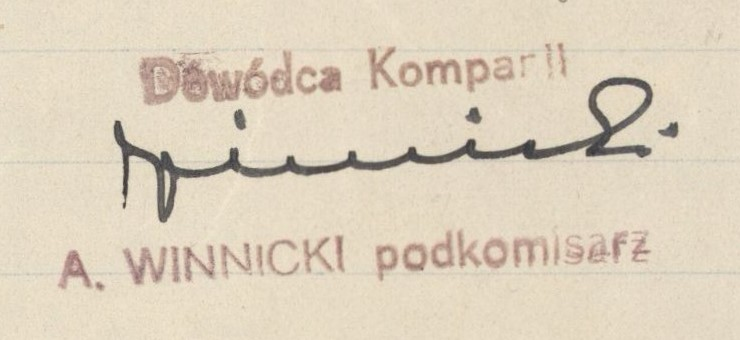
Parafa Adama Winnickiego

Adam Winnicki (ur. 28 września 1900 w Mostach, zm. 4 kwietnia 1968 w Londynie) – polski piłkarz, oficer Policji Państwowej.

## Życiorys
Urodził się 28 września 1900 w Mostach. Był wychowankiem Czarnych Lwów, w których barwach występował od 1914, grając zarówno na pozycji bramkarza jak i napastnika, w latach 1927–1929 zagrał w 22 spotkaniach ekstraklasy, strzelił 4 bramki. 
Był absolwentem studiów prawniczych na Wydziale Prawa Uniwersytetu Jana Kazimierza we Lwowie. W II Rzeczypospolitej został oficerem Policji Państwowej.
27 lutego 1928 został mianowany na stopień podporucznika ze starszeństwem z 1 lipca 1925 i 1411. lokatą w korpusie oficerów rezerwy piechoty. W 1934, jako oficer rezerwy pozostawał w ewidencji Powiatowej Komendy Uzupełnień Rawa Ruska. Posiadał przydział do Oficerskiej Kadry Okręgowej Nr VI. Był wówczas w grupie oficerów „pełniących służbę w Policji Państwowej w stopniu oficera P.P.”. Był kierownikiem Komisariatu I w m. Lwowie. 2 czerwca 1936 został mianowany dowódcą Kompanii „D” Rezerwy Policyjnej Częstochowa w Herbach Starych.
Dekretem z 14 lutego 1938 został przydzielony do Komendy Głównej PP na stanowisko kierownika referatu w Wydziale V Dowodzenia Ogólnego.
Uczestniczył w kampanii wrześniowej, przez Rumunię dostał się do Francji, następnie do Wielkiej Brytanii. Po II wojnie światowej pozostał na emigracji. Zmarł 4 kwietnia 1968 w Londynie. Został pochowany na Cmentarzu North Sheen w Londynie.

## Ordery i odznaczenia
- Srebrny Krzyż Zasługi (29 maja 1937)[9]